# Rondibilis albonotata
Rondibilis albonotata är en skalbaggsart som först beskrevs av Maurice Pic 1922.  Rondibilis albonotata ingår i släktet Rondibilis och familjen långhorningar.
Artens utbredningsområde är Laos. Inga underarter finns listade i Catalogue of Life.